# Mockträsk
Mockträsk är en by vid Vändträskåns utlopp i Mockträsket cirka 13 kilometer söder om Boden. Byn ligger längs väg 582 mot Selet.
1768 kom de första nybyggarna till byn, två familjer från Unbyn. 1914 byggdes skolan som 1988 blev bygdegård. Byaföreningen har runt 200 medlemmar varav 40 från byn. Här ligger länets största jordgubbsodling. Byn har runt 50 invånare.